# Quake
Quake is een populair computerspel ontwikkeld door id Software en gepubliceerd door GT Interactive.
Het is een zogeheten first-person shooter uitgebracht op 22 juni 1996, net zoals Wolfenstein 3D en Doom, waarbij de speler door de ogen van een personage kijkt en zich langs vele monsters moet banen om bij het einde van het level te komen. De atmosfeer is erg duister, met veel middeleeuwse thema's. Quake is vooral populair als netwerkspel, waarbij meerdere spelers tegen elkaar spelen.
Quake maakt gebruik van het frags-scoresysteem. Van Quake zijn meerdere opvolgers gemaakt: Quake II, Quake III Arena en Quake 4.
Met de derde uitgave van Quake kwam de Arena-engine uit, dat een spelsysteem is om met meerdere spelers over het internet of LAN te spelen.
In 1999 werden delen van de broncode van Quake vrijgegeven onder de GPL. Hierdoor is het spel ook populair onder wetenschappers in de kunstmatige intelligentie, die bijvoorbeeld proberen de computertegenstanders 'slimmer' te maken.
Per level wordt alle kaartinformatie in een BSP-bestand opgeslagen, die door spelers met behulp van een map editor ook zelf kunnen maken.

Quake en verwante spellen.

## Verhaal
De speler neemt de rol aan van de protagonist, later bekend als Ranger (vertolkt door Trent Reznor), die een portaal wordt ingestuurd om een vijand te verslaan met de codenaam "Quake". De overheid heeft geëxperimenteerd met teleportatie, en heeft een zogenaamde "Slipgate" gemaakt, waarmee het mogelijk zou zijn van de ene plaats naar de andere te teleporteren. De mysterieuze Quake heeft echter de slipgate verbonden met zijn eigen teleportatiesysteem, en stuurt monsters naar de dimensie van de aarde om te testen hoe sterk de verdediging van de mensheid is.
Ranger is de enig overlevende soldaat van "Operation Counterstrike", een operatie om de dimensie van Quake binnen te dringen en het gevaar uit te schakelen. Elk van de vier episodes begint in een bezette legerbasis, waarna Ranger de slipgate moet bereiken om de andere dimensie binnen te dringen, om uiteindelijk vier magische runes te bemachtigen, die hij moet gebruiken om de vijand, later bekend als Shub-Niggurath, te stoppen.

## Gameplay
In de singleplayer-modus van Quake moeten spelers zich een weg banen langs een grote hoeveelheid monsters, om uiteindelijk bij de uitgang van het level te komen. In het level zijn verschillende geheime plekken verstopt, waar de speler meer wapens, levenspunten, of munitie kan vinden. Als de speler door de uitgang van een level gaat, wordt hij/zij getransporteerd naar het volgende level. Het spel is onderverdeeld in vier episodes, met zeven tot acht levels per episode (inclusief een geheim level per episode). De speler blijft wapens en andere items die hij/zij heeft opgepakt houden tussen de levels, maar moet opnieuw beginnen na elke episode. Quake heeft drie moeilijkheidsgraden, easy, medium, en hard, met een geheime vierde moeilijkheidsgraad, nightmare.

## Muziek
De muziek in Quake werd gecomponeerd door Trent Reznor, oprichter van de band Nine Inch Nails. Reznor gebruikte ambient geluiden en klanken om een atmosferische sfeer neer te zetten. Reznor gaf aan tijdens een interview dat het geen muziek is, maar een textuur of klanktapijt van draaiende machines en diverse verzamelde klanken. Hij probeerde hiermee een duistere en angstaanjagende sfeer te creëren. Als verwijzing hiernaar staat op de munitie-pickup van de nailgun het logo van Nine Inch Nails.

## Trivia
- Het spel is opgenomen in het boek 1001 Video Games You Must Play Before You Die van Tony Mott.